# Sant Bartomeu del Grau
Sant Bartomeu del Grau è un comune spagnolo di 1 106 abitanti situato nella comunità autonoma della Catalogna.